# 月亮与狩猎女神
《月亮与狩猎女神》（荷蘭語：Artemisia）是荷兰画家伦勃朗在1634年创作的，目前藏於西班牙马德里的普拉多博物馆。

## 背景
画作显示的人物有幾種说法：一是帕加马王后阿耳忒弥斯正准备饮用仆人送上的酒杯，酒杯里有她去世的丈夫摩索拉斯的骨灰。另一说是索福尼斯巴正准备饮用她的丈夫送来的毒药，以免她成为大西庇阿邪欲的牺牲品。不過根據博物館最新的研究，目前將畫作主題訂為《在赫羅弗尼斯宴會上的猶滴》，主要的證據為透過X光研究原始構圖發現畫作曾經遭到塗改，並且背景部分關鍵物品被顏料覆蓋，因為原始構圖可能讓觀畫者不容易理解伦勃朗想表現的意思，因此重新修改了背景，透過背景中隱藏的物件，符合友弟德傳中對於此事件的描述。

## 参看
- 伦勃朗
- 普拉多博物馆